# 909 (numero)
Novecentonove (909) è il numero naturale dopo il 908 e prima del 910.

## Proprietà matematiche
- È un numero dispari.
- È un numero composto con 6 divisori: 1, 3, 9, 101, 303, 909. Poiché la somma dei suoi divisori (escluso il numero stesso) è 417 < 909, è un numero difettivo.
- È un numero nontotiente in quanto dispari e diverso da 1.
- È un numero palindromo e un numero ondulante nel sistema numerico decimale e nel sistema posizionale a base (11) (757).
- È un numero malvagio.
- È un numero congruente.
- È parte delle terne pitagoriche  (180, 891, 909), (909, 1212, 1515), (909, 4040, 4141), (909, 5060, 5141), (909, 15288, 15315), (909, 45900, 45909), (909, 137712, 137715).

## Astronomia
- 909 Ulla è un asteroide della fascia principale del sistema solare.
- NGC 909 è un galassia ellittica della costellazione di Andromeda.

## Astronautica
- Cosmos 909 è un satellite artificiale russo.